# 第10師団 (日本軍)

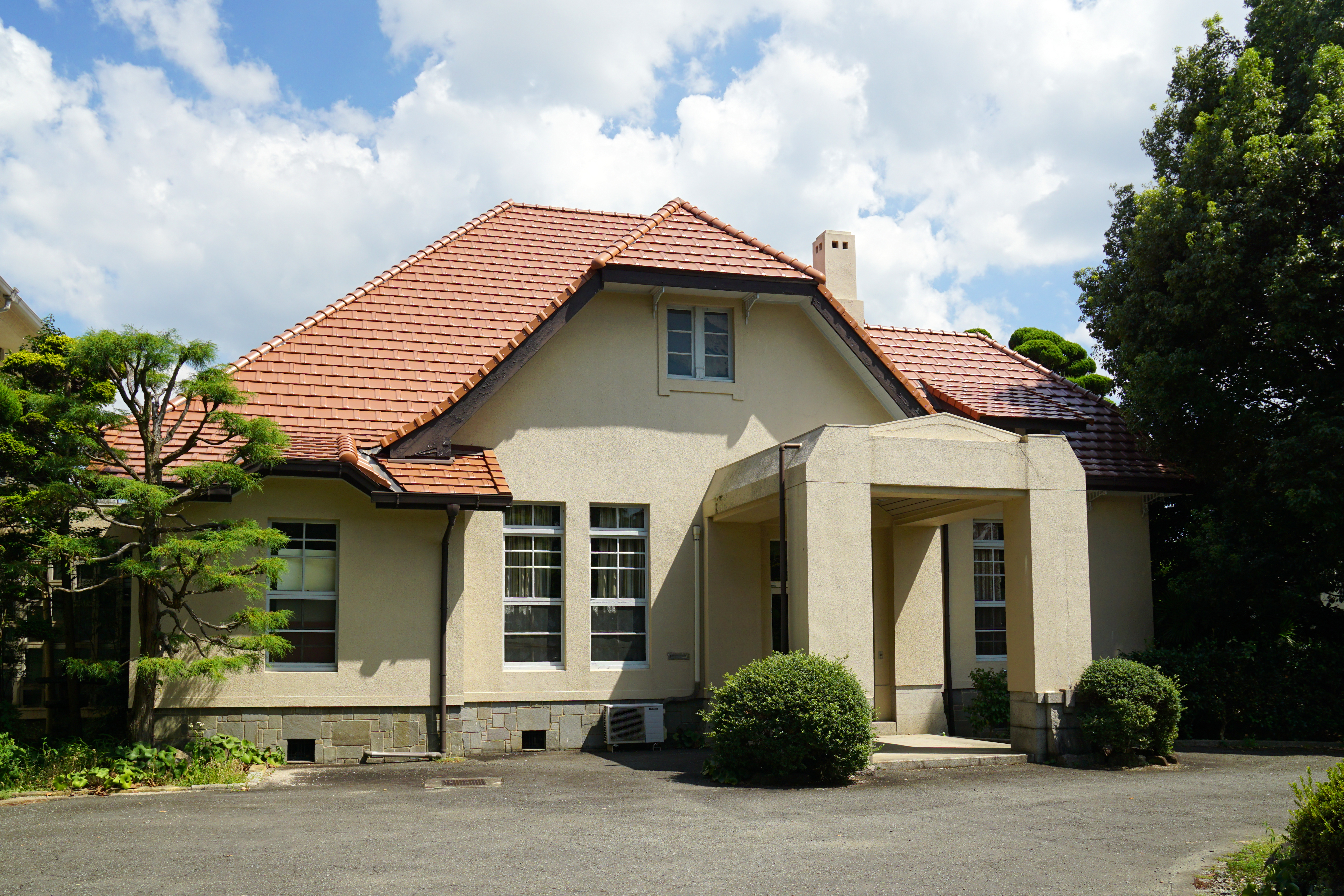
旧第十師団司令官官邸
（現カトリック淳心会本部）

第10師団（だいじゅうしだん）は、大日本帝国陸軍の師団の一つ。師団として主な戦役にはほぼすべて参加している。

## 概要
日清戦争が終り、軍備拡張の必要性から新たに増設された6個師団の一つで、1898年（明治31年）10月に編成された。同年11月13日に師団司令部、監督部が開庁した。補充担任は第10師管で、近畿地方の西部と中国地方の東部にまたがり、時期により変動がある。日露戦争（沙河会戦など）、フィリピン防衛戦などでは歩兵第39連隊をはじめ、得意な白兵戦、ゲリラ戦で奮戦した。

なお、本師団の隷下には中部第76部隊こと教化隊が存在し、全国から犯罪傾向の強い兵士が集められていた。

## 日露戦争
師団は日露戦争で第4軍隷下部隊として遼陽会戦・沙河会戦・奉天会戦に参加し、戦闘する。

## 大陸戦線

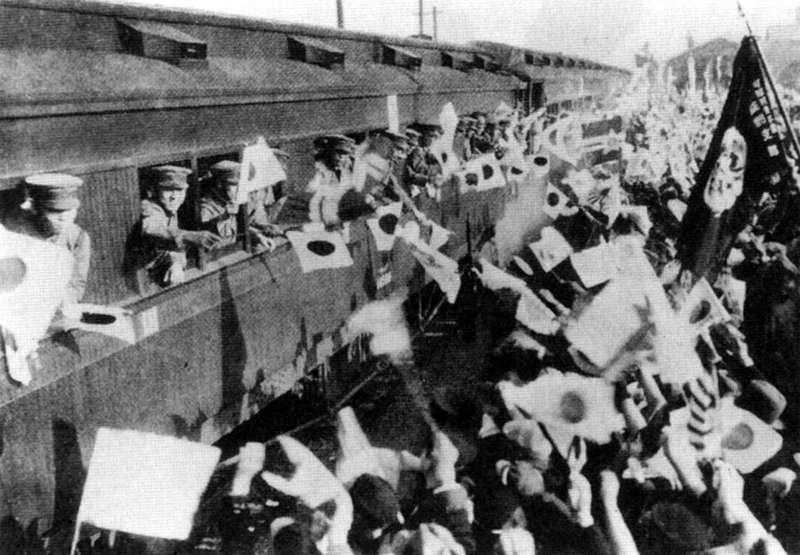
岡山駅から出征する兵士と見送る群衆

1927年（昭和2年）5月、田中義一内閣は閣議で済南や膠済鉄道沿線の居留民保護を決定。北京政府を掌握していた張作霖軍と、蒋介石率いる北伐軍が日本人居留民の多い済南付近で衝突する惧れがあった。派遣部隊は、その時点での関東軍の満州駐屯部隊駐劄師団であった第10師団隷下の歩兵第33旅団で編成された。
1931年（昭和6年）9月に満洲事変勃発後、第8混成旅団を編制し12月に出動し吉林省で掃討戦を実施後、1934年（昭和9年）3月に帰国した。

## 日中戦争
1937年（昭和12年）7月日中戦争に動員される。台児荘の戦い・徐州会戦・武漢攻略戦に参加し、1939年（昭和14年）10月帰国、この間に師団の改編が実施され鳥取の歩兵第40連隊が第25師団に異動、3単位制師団となり、1940年（昭和15年）8月から満洲に駐留する。日中戦争では徐州会戦はじめ、第10師団は広島の第5師団などと共に奮戦し功績を残す。

## 大東亜（太平洋）戦争
大東亜戦争（太平洋戦争）開戦後には関東軍の直属兵団として、満洲帝國三江省佳木斯市（現・中華人民共和国黒竜江省）に駐屯していた。満洲国内にて対ソ戦の訓練を積む一方で、治安維持活動に従事。後に北朝鮮の最高指導者となる金成柱（日成）が在籍した東北抗日聯軍などの抗日パルチザンと対峙していた。

1944年（昭和19年）2月から師団の一部が米軍の進行に備えるため太平洋方面に配置され、同年7月には師団主力も南方派遣が決定された。当初は、台湾に配される予定であったが風雲急を告げるフィリピンルソン島に投入、尚武集団としてバレテ峠、サラクサク峠で約半年に渡る持久戦を展開、衆寡敵せず壊滅状態となり、そのまま終戦を迎える。ただ、第10師団の所属部隊である歩兵第39連隊は、建武集団として奮戦した。
なお、中部第76部隊はどの戦役でも最前線に配置され、戦死のリスクが極めて高い中で戦ったが、その記録は戦後、ほとんど残されていない。

## 歴代師団長
- 伏見宮貞愛親王 中将：1898年（明治31年）10月1日 -
- 川村景明 中将：1901年（明治34年）4月2日 -
- 安東貞美 中将：1905年（明治38年）1月15日 - 1910年8月26日
- 小泉正保 中将：1910年（明治43年）8月26日 - 1912年2月14日
- 松川敏胤 少将：1912年（明治45年）2月14日 - 1914年8月8日
- 山口勝 中将：1914年（大正3年）8月8日 - 1916年8月18日
- 尾野実信 中将：1916年（大正5年）8月18日 -
- 金久保万吉 中将：1918年（大正7年）8月9日 -
- 宇垣一成 中将：1921年（大正10年）3月11日 -
- 神頭勝弥 中将：1922年（大正11年）5月13日 -
- 福原佳哉 中将：1924年（大正13年）2月4日 -
- 長谷川直敏 中将：1926年（大正15年）3月2日 -
- 本庄繁 中将：1928年（昭和3年）2月29日 -
- 広瀬寿助 中将：1931年（昭和6年）8月1日 -
- 建川美次 中将：1934年（昭和9年）6月28日 -
- 松浦淳六郎 中将：1935年（昭和10年）12月2日 -
- 磯谷廉介 中将：1937年（昭和12年）3月1日 -
- 篠塚義男 中将：1938年（昭和13年）6月18日 -
- 佐々木到一 中将：1939年（昭和14年）9月7日 -
- 十川次郎 中将：1941年（昭和16年）3月1日 -
- 岡本保之 中将：1944年（昭和19年）1月17日 -

## 歴代参謀長
- 宇佐川一正 歩兵大佐：1898年（明治31年）10月1日 - 1899年8月12日[3]
- 仙波太郎 歩兵大佐：1899年（明治32年）8月12日 - 1901年2月9日[4]
- 神尾光臣 歩兵大佐：1901年（明治34年）2月9日 - 1902年5月5日[5]
- 恒吉忠道 歩兵中佐：1902年（明治35年）5月5日 - 1903年3月21日[6]
- 黒沢源三郎 歩兵中佐：1903年（明治36年）3月21日 - 1905年3月1日[7]
- 蠣崎富三郎 歩兵大佐：1905年（明治38年）3月1日 - 1907年11月13日[8]
- 金久保万吉 歩兵中佐：1907年（明治40年）11月13日 - 1911年9月9日[9]
- 石光真臣 砲兵大佐：1911年（明治44年）9月9日 - 1913年8月22日[10]
- 小田切政純 歩兵大佐：1913年（大正2年）8月22日 - 1914年8月8日[11]
- 柚原完蔵 歩兵大佐：1914年（大正3年）8月8日 - 1917年8月6日[12]
- 長谷川直敏 歩兵大佐：1917年（大正6年）8月6日 - 1920年5月12日[13]
- 室兼次 砲兵大佐：1920年（大正9年）5月12日 - 1923年8月6日[14]
- 森連 歩兵大佐：1923年（大正12年）8月6日 - 1924年12月15日[15]
- 武藤一彦 騎兵大佐：1924年（大正13年）12月15日 - 1929年8月1日[16]
- 大浜石太郎 歩兵大佐：1929年（昭和4年）8月1日[17] - 1930年12月22日[18]
- 平野博 歩兵大佐：1930年（昭和5年）12月22日 - 1932年8月8日[19]
- 加納豊寿 歩兵大佐：1932年（昭和7年）8月8日 - 1935年3月15日[20]
- 秋山義兌 歩兵大佐：1935年（昭和10年）3月15日 - 1937年3月1日[21]
- 梅村篤郎 歩兵大佐：1937年（昭和12年）3月1日 - 1938年3月1日[22]
- 堤不夾貴 歩兵大佐：1938年（昭和13年）3月1日 - 1939年8月1日[23]
- 千知波幸治 歩兵大佐：1939年（昭和14年）8月1日 - 1941年10月15日[24]
- 土屋栄 大佐：1941年（昭和16年）10月15日 - 終戦[25]

## 最終所属部隊
- 歩兵第10連隊（岡山）：岡山誠夫大佐
- 歩兵第39連隊（姫路）：永吉実展大佐
- 歩兵第63連隊（松江）：林葭一少佐
- 捜索第10連隊 (騎兵第10連隊から改編)：鈴木重忠少佐
- 中部第76部隊（姫路）
- 野砲兵第10連隊：多勢清作大佐
- 工兵第10連隊：杉藤民信少佐
- 輜重兵第10連隊：相沢光二郎少佐
- 第10師団通信隊：山下陽之助少佐
- 第10師団兵器勤務隊：村松忠雄大尉
- 第10師団第1野戦病院：森金弥軍医少佐
- 第10師団第2野戦病院：岸本貞夫軍医大尉
- 第10師団第4野戦病院：古川喜四郎軍医大尉
- 第10師団制毒隊：江西煥少佐
- 第10師団防疫給水部：大木一雄軍医少佐
- 第10師団病馬廠：尾郷幹夫獣医大尉

## 戦後
- 1947年（昭和22年）、昭和天皇の行幸（昭和天皇の戦後巡幸）を迎えるために城南練兵場跡地にに姫路市民奉迎場が設営された。同年6月13日に昭和天皇が姫路市を訪問、約10万人の市民が天皇を迎えた。また、兵舎や倉庫の一部は、戦災に遭った姫路市立野里小学校の校舎に使用されており、天皇の視察先の一つとなった[26]。